# Paul Hartwig
Paul Hartwig (Pirna, 18 febbraio 1859 – Lipsia, 3 agosto 1919) è stato un archeologo tedesco.

## Biografia
Nel 1883 conseguì il dottorato presso l'Università di Lipsia con la tesi Eracle mit dem Füllhorn ("Eracle con la Cornucopia"). Nel 1887-1888 prese la borsa di studio  presso l'Istituto archeologico germanico. Condusse anche delle ricerche archeologiche in tutta la regione mediterranea. In seguito, lavorò presso il Kunstgewerbemuseum a Berlino, e nel 1892-1915, visse a Roma come collezionista e mercante d'arte.

## Opere principali
- Die griechischen Meisterschalen der Blüthezeit des strengen rothfigurigen Stiles, 1893.
- Bendis: eine archaeologische Untersuchung, 1897.
- Anselm Feuerbach's Medea, Lucia Brunacci, 1904.
- Die antiken Vasen von der Akropolis zu Athen (con Botho Graef, Paul Wolters, Robert Zahn e Ernst Langlotz, 1909–).
- Vente aux enchères publiques de la collection de médailles grecques et romaines, aes grave, livres de numismatique, histoire, archéologie, etc., 1910.[3]